# Skavlrimen
Der Skavlrimen (norwegisch sinngemäß für Sastrugi) ist ein 5 km langer und größtenteils verschneiter Gebirgskamm im ostantarktischen Königin-Maud-Land. Er wird im nördlichen Teil vom Vyatskaya Peak überragt und liegt 2,5 km östlich des Dekefjellet in den Weyprechtbergen der Hoelfjella.
Entdeckt und anhand von Luftaufnahmen kartiert wurde er bei der Deutschen Antarktischen Expedition 1938/39 unter der Leitung des Polarforschers Alfred Ritscher. Eine neuerliche Kartierung anhand von Vermessungen und weiterer Luftaufnahmen erfolgte bei der Dritten Norwegischen Antarktisexpedition (1956–1960).